# پیپ و دنیای وسیع بزرگ
پیپ و دنیای وسیع بزرگ (انگلیسی: Peep and the Big Wide World) یک سریال انیمیشن آمریکایی-کانادایی است.